# Automotrici FRT ABDe 4/4 1-3

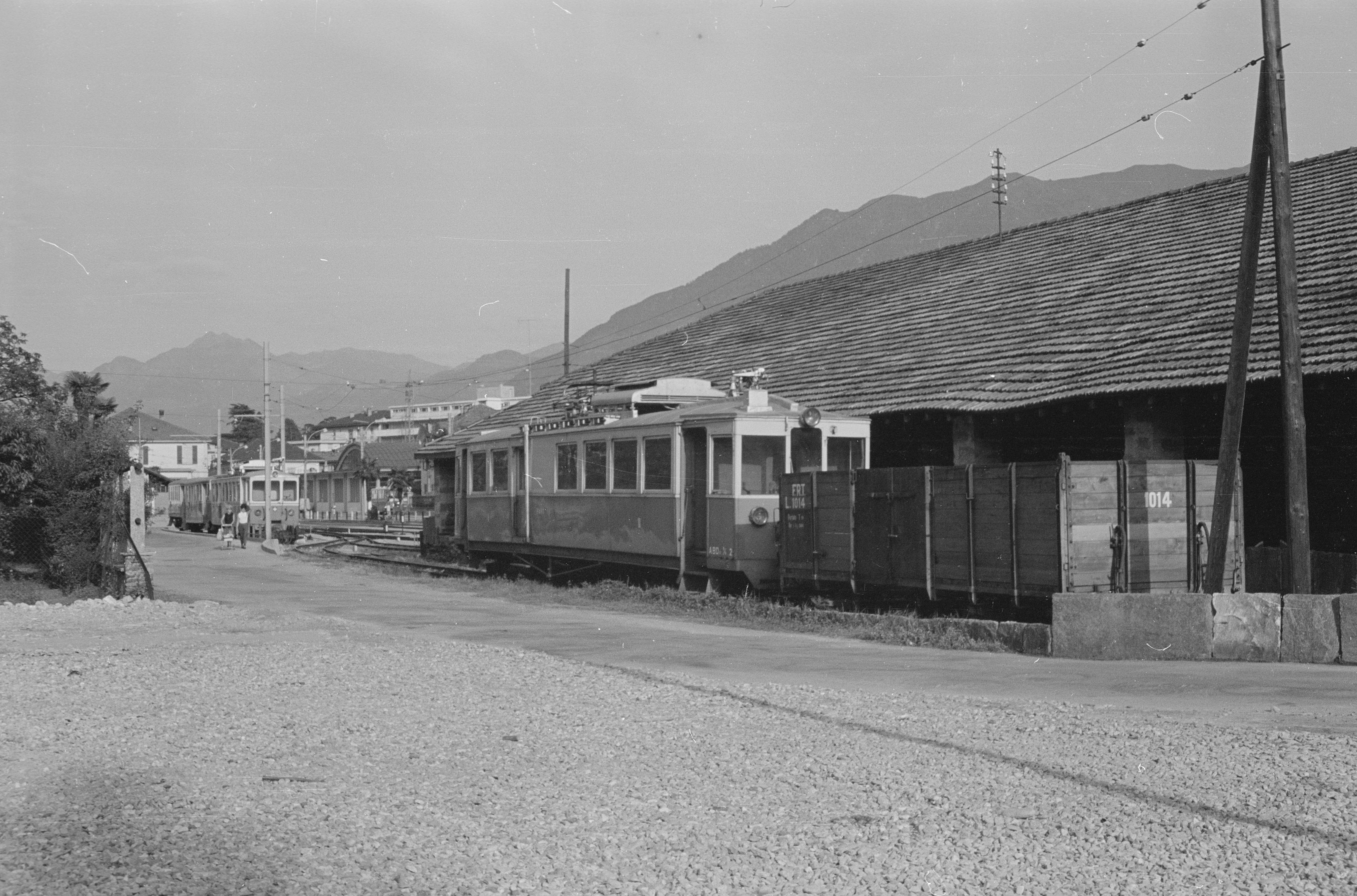
L'ABDe 4/4 2 a Locarno Sant'Antonio e a sinistra la ABDe 4/4 1 nel 1966

Le ABDe 4/4 erano un gruppo di elettromotrici a scartamento metrico in servizio sulla ferrovia Locarno-Bignasco.

## Storia
In vista dell'apertura, nel 1907, della linea ferroviaria tra Locarno e Bignasco, la LPB ordinò alle ditte MAN, MFO tre elettromotrici, erano denominazione BCFe 4/4 poi in FRT ABDe 4/4 dal 1923 al 1961 e infine FART ABDe 4/4 dal 1961 al 1965 quando la società cambiò in FART.

## Impiego
Concepite per espletare sia il traffico merci che quello passeggeri, le ABDe 4/4 sono state progressivamente ritirate dal servizio regolare il 28 novembre 1965 anno della chiusura della ferrovia Locarno-Bignasco. L'ABDe 4/4 3 venne demolita nel 1966 e l'ABDe 4/4 2 nell'anno successivo. Per quanto riguarda la ABDe 4/4 1 nel 1961 venne ammodernata e dopo la chiusura della Vallemaggia venne trasferita sulla Centovallina e continuò il suo servizio fino al 1980 dove venne accantonata a Domodossola.  Il 15 agosto 1997 fu fondato la FSS "Freunde SchweizerSchmalspurbahnen" ad Uster, dove gli "amici dei trenini svizzeri" si sono incontrati per discutere la salvaguardia dell'ultima motrice esistente della "Valmaggina".Quest' assemblea ha deciso di integrare la motrice ABDe 4/4 1 nell'associazione e di farla trasportare ad Uster. Il 23 ottobre 1997 la motrice è stata sollevata e trasportata alla stazione merci Domo 2. Il 27 ottobre è arrivata con la ferrovia ad Uster dove ha trovato la sua nuova collocazione. Nel 1997 sono iniziati i lavori di conservazione e rinnovamento. La motrice ABDe 4/4 1, che si trovava in pessimo uno stato, era in vendita nel 2009, ma non fu venduta a nessuna associazione. Venne demolita il 26 febbraio 2010.

## Lista dei mezzi
- ABDe 4/4 1: demolita nel 26 febbraio 2010 dopo anni di abbandono.
- ABDe 4/4 2: demolita nel 1967
- ABDe 4/4 3: demolita nel 1966.